# 3246 Bidstrup
3246 Bidstrup este un asteroid din centura principală, descoperit pe 1 aprilie 1976 de Nikolai Cernîh.